# 제프 네이선슨
제프 네이선슨(영어: Jeff Nathanson, 1965년 10월 12일 ~ )은 미국의 영화 각본가이다. 그의 각본 중 유명한 작품으로는 《러시아워 2》(2001), 《캐치 미 이프 유 캔》(2002), 《터미널》(2004), 《인디아나 존스: 크리스탈 해골의 왕국》(2008), 《캐리비안의 해적: 죽은 자는 말이 없다》(2017) 등이 있다.

## 각본 목록
| 연도 | 제목                                    | 감독                           | 비고                             |
| ---- | --------------------------------------- | ------------------------------ | -------------------------------- |
| 1995 | 기쁠 때나 슬플 때나 For Better or Worse | 제이슨 알렉산더                |                                  |
| 1997 | 스피드 2                                | 얀 더본트                      |                                  |
| 2001 | 러시아워 2                              | 브렛 래트너                    |                                  |
| 2002 | 캐치 미 이프 유 캔                      | 스티븐 스필버그                | 영국 아카데미 영화상 각본상 후보 |
| 2004 | 터미널                                  | 스티븐 스필버그                |                                  |
| 2004 | 라스트 샷 The Last Shot                 | 본인                           |                                  |
| 2007 | 러시아워 3                              | 브렛 래트너                    |                                  |
| 2009 | 인디아나 존스: 크리스탈 해골의 왕국     | 스티븐 스필버그                |                                  |
| 2012 | 뉴욕, 아이 러브 유 中 5부               | 브렛 래트너                    |                                  |
| 2011 | 타워 하이스트                           | 브렛 래트너                    |                                  |
| 2017 | 캐리비안의 해적: 죽은 자는 말이 없다    | 요아킴 뢴닝, 에스펜 산드베르그 |                                  |
| 2019 | 라이온 킹                               | 존 패브로                      |                                  |